# Thelacantha
Genre
Thelacantha est un genre d'araignées aranéomorphes de la famille des Salticidae.

## Distribution
Les espèces de ce genre se rencontrent de Madagascar à la Polynésie française et de l'Australie au Japon.

## Liste des espèces
Selon World Spider Catalog (version 23.5, 11/01/2023) :
- Thelacantha brevispina (Doleschall, 1857)
- Thelacantha cuspidata (C. L. Koch, 1837)

## Systématique et taxinomie
Ce genre a été décrit par Hasselt en 1882 comme un sous-genre de Gasteracantha. Il est considéré comme un genre valide par Benoit en 1964.

## Publication originale
- Hasselt, 1882 : « Araneae. » Midden Sumatra, Reizen en onderzoekingen der Sumatra-expeditie, uitgerust door het aardrijkskundig genootschap, vol. 4A, no 11, p. 1-56.